# Eliminatórias da Copa do Mundo FIFA de 2026 – CAF (Grupo B)
Esta página apresenta os resultados das partidas do Grupo B das eliminatórias africanas (CAF) para a Copa do Mundo FIFA de 2026.
O vencedor do grupo se classificará diretamente para a Copa do Mundo, e o segundo colocado poderá disputar o play-off para avançar a repescagem.

## Classificação
| Pos | Equipe       | Pts | J | V | E | D | GP | GC | SG | Classificado               |     |     |     |     |     |     |     |
| --- | ------------ | --- | - | - | - | - | -- | -- | -- | -------------------------- | --- | --- | --- | --- | --- | --- | --- |
| 1   | RD Congo     | 13  | 6 | 4 | 1 | 1 | 7  | 2  | +5 | Copa do Mundo FIFA de 2026 |     | —   | set | out | 1–0 | 1–0 | 2–0 |
| 2   | Senegal      | 12  | 6 | 3 | 3 | 0 | 8  | 1  | +7 | Possível play-off          |     | 1–1 | —   | set | 2–0 | 4–0 | out |
| 3   | Sudão        | 12  | 6 | 3 | 3 | 0 | 8  | 2  | +6 |                            |     | 1–0 | 0–0 | —   | 1–1 | 1–1 | out |
| 4   | Togo         | 4   | 6 | 0 | 4 | 2 | 4  | 7  | −3 |                            | out | 0–0 | set | —   | 1–1 | 2–2 |     |
| 5   | Sudão do Sul | 3   | 6 | 0 | 3 | 3 | 2  | 10 | −8 |                            | set | out | 0–3 | out | —   | 0–0 |     |
| 6   | Mauritânia   | 2   | 6 | 0 | 2 | 4 | 2  | 9  | −7 |                            | 0–2 | 0–1 | 0–2 | set | set | —   |     |

## Partidas
| 15 de novembro de 2023 | RD Congo                 | 2 – 0     | Mauritânia | Estádio dos Mártires de Pentecostes, Kinshasa |
| 17:00 (UTC+1)          | Wissa 62' · Bongonda 81' | Relatório |            | Árbitro: LBY Muhammad El Mabrouk              |

| 16 de novembro de 2023 | Sudão          | 1 – 1     | Togo       | Estádio dos Mártires de Fevereiro, Bengasi (Líbia) |
| 18:00 (UTC+2)          | Eisa 17' (pen) | Relatório | Denkey 43' | Árbitro: MAD Andofetra Rakotojaona                 |

| 18 de novembro de 2023 | Senegal                                         | 4 – 0     | Sudão do Sul | Estádio Olímpico, Diamniadio      |
| 19:00 (UTC+0)          | P. Sarr 1' · Mané 6', 56' (pen) · L. Camara 45' | Relatório |              | Árbitro: LES Retselisitsoe Molise |

| 19 de novembro de 2023 | Sudão             | 1 – 0     | RD Congo | Estádio dos Mártires de Fevereiro, Bengasi (Líbia) |
| 18:00 (UTC+2)          | Pickel 79' (g.c.) | Relatório |          | Público: 3 700 Árbitro: ETH Bamlak Tessema Weyesa  |

| 21 de novembro de 2023 | Sudão do Sul | 0 – 0     | Mauritânia | Estádio Olímpico, Diamniadio (Senegal) |
| 16:00 (UTC+0)          |              | Relatório |            | Árbitro: MRI Patrice Milazare          |

| 21 de novembro de 2023 | Togo | 0 – 0     | Senegal | Stade de Kégué, Lomé          |
| 16:00 (UTC+0)          |      | Relatório |         | Árbitro: ALG Mustapha Ghorbal |

| 5 de junho de 2024 | Togo      | 1 – 1     | Sudão do Sul      | Stade de Kégué, Lomé       |
| 16:00 (UTC+0)      | Narey 61' | Relatório | Aholou 68' (g.c.) | Árbitro: MOZ Celso Alvação |

| 6 de junho de 2024 | Mauritânia | 0 – 2     | Sudão                        | Estádio Cheikha Ould Boïdiya, Nouakchott |
| 16:00 (UTC+0)      |            | Relatório | Teiri 15' · Abeid 29' (g.c.) | Árbitro: GHA Daniel Laryea               |

| 6 de junho de 2024 | Senegal       | 1 – 1     | RD Congo   | Estádio Olímpico, Diamniadio |
| 19:00 (UTC+0)      | I. Sarr 45+1' | Relatório | Mayele 85' | Árbitro: LBY Mutaz Ibrahim   |

| 9 de junho de 2024 | RD Congo | 1 – 0     | Togo | Estádio dos Mártires de Pentecostes, Kinshasa |
| 17:00 (UTC+1)      | Elia 6'  | Relatório |      | Árbitro: TUN Mehrez Melki                     |

| 9 de junho de 2024 | Mauritânia | 0 – 1     | Senegal       | Estádio Cheikha Ould Boïdiya, Nouakchott |
| 16:00 (UTC+0)      |            | Relatório | H. Diallo 27' | Árbitro: MAR Samir Guezzaz               |

| 11 de junho de 2024 | Sudão do Sul | 0 – 3     | Sudão                                      | Estádio de Juba, Juba        |
| 14:00 (UTC+2)       |              | Relatório | Khedr 45+3' · Muzmel 51' · Abdelrahman 78' | Árbitro: MRI Ahmad Heeralall |

| 21 de março de 2025 | RD Congo       | 1 – 0     | Sudão do Sul | Estádio dos Mártires de Pentecostes, Quinxassa |
| 17:00 (UTC+1)       | Bongonda 45+3' | Relatório |              | Árbitro: MOZ Celso Alvação                     |

| 22 de março de 2025 | Togo                   | 2 – 2     | Mauritânia              | Stade de Kégué, Lomé   |
| 16:00 (UTC+0)       | Klidjé 4' · Denkey 69' | Relatório | Koïta 52' · Mahmoud 55' | Árbitro: EGY Amin Omar |

| 22 de março de 2025 | Sudão | 0 – 0     | Senegal | Estádio dos Mártires de Fevereiro, Bengasi (Líbia) |
| 21:00 (UTC+2)       |       | Relatório |         | Árbitro: GAB Patrice Mebiame                       |

| 25 de março de 2025 | Sudão       | 1 – 1     | Sudão do Sul | Estádio dos Mártires de Fevereiro, Bengasi (Líbia) |
| 21:00 (UTC+2)       | M. Eisa 76' | Relatório | Sebit 90+8'  | Árbitro: BFA Jean Ouattara                         |

| 25 de março de 2025 | Mauritânia | 0 – 2     | RD Congo               | Estádio Municipal de Nuadibu, Nuadibu |
| 21:00 (UTC+0)       |            | Relatório | Pickel 3' · Mayele 83' | Árbitro: COM Mohamed Athoumani        |

| 25 de março de 2025 | Senegal                    | 2 – 0     | Togo | Estádio Olímpico, Diamniadio |
| 21:00 (UTC+0)       | P. Sarr 35' · Niakhaté 67' | Relatório |      | Árbitro: KEN Peter Waweru    |

| 5 de setembro de 2025 | Sudão do Sul | –                          | RD Congo | Estádio de Juba, Juba |
| 14:00 (UTC+2)         |              | Report (FIFA) Report (CAF) |          |                       |

| 5 de setembro de 2025 | Mauritânia | –                          | Togo | Estádio Municipal de Nuadibu, Nuadibu |
| 19:00 (UTC+0)         |            | Report (FIFA) Report (CAF) |      |                                       |

| 5 de setembro de 2025 | Senegal | –                          | Sudão | Diamniadio Olympic Stadium, Diamniadio |
| 19:00 (UTC+0)         |         | Report (FIFA) Report (CAF) |       |                                        |

| 9 de setembro de 2025 | RD Congo | –                          | Senegal | Stade des Martyrs, Kinshasa |
| 17:00 (UTC+1)         |          | Report (FIFA) Report (CAF) |         |                             |

| 9 de setembro de 2025 | Togo | –                          | Sudão | Stade de Kégué, Lomé |
| 16:00 (UTC+0)         |      | Report (FIFA) Report (CAF) |       |                      |

| 9 de setembro de 2025 | Mauritânia | –                          | Sudão do Sul | Nouadhibou Municipal Stadium, Nouadhibou |
| 19:00 (UTC+0)         |            | Report (FIFA) Report (CAF) |              |                                          |

| outubro de 2025 | Sudão do Sul | – | Senegal | Estádio de Juba, Juba |
| --:--           |              |   |         |                       |

| outubro de 2025 | Togo | – | RD Congo | Stade de Kégué, Lomé |
| --:--           |      |   |          |                      |

| outubro de 2025 | Sudão | – | Mauritânia |  |
| --:--           |       |   |            |  |

| outubro de 2025 | RD Congo | – | Sudão |  |
| --:--           |          |   |       |  |

| outubro de 2025 | Sudão do Sul | – | Togo |  |
| --:--           |              |   |      |  |

| outubro de 2025 | Senegal | – | Mauritânia |  |
| --:--           |         |   |            |  |